# Urleni
Urleni (nep. उर्लेनी) – gaun wikas samiti w środkowej części Nepalu w strefie Bagmati w dystrykcie Nuwakot. Według nepalskiego spisu powszechnego z 2001 roku liczył on 697 gospodarstw domowych i 3976 mieszkańców (1954 kobiet i 2022 mężczyzn).